# Tensnake
Tensnake is de artiestennaam van de Duitse dj en producer Marco Niemerski (1975) uit Hamburg. Hij maakt housemuziek met veel invloeden uit de disco. Als Tensnake heeft hij sinds 2006 een hoeveelheid singles en ep's uitgebracht. Ook maakte hij het album Glow (2014). Ook maakte hij remixes voor Pet Shop Boys en Lana Del Rey. 

## Biografie
Niemerski debuteerde in 1999 als Marc Moureau met een titelloze ep met titelloze nummers. Daarna werkte hij samen met Andi Meid als Tonic People en met Stephan Lorenz als Arp Aubert. In 2005 richtte hij met wat vrienden het Mireau-label op. In 2006 bracht hij als Tensnake de Restless EP uit. Daarna volgen nog enkele singles en ep's. Daarmee kwam zijn doorbraak in 2009 met de ep In the End (I Want You to Cry), die door de website djhistory.com als beste release van 2009 werd uitgeroepen. Daarna volgde de single Coma Cat (2010), die de Britse hitlijsten bereikte. Vervolgens bracht hij enkele singles uit Defected zoals Mainline (2012) en See Right Through (2013). In 2014 werd het album Glow uitgebracht. Hierop werkte hij samen met Nile Rodgers die hij via Facebook benaderde voor samenwerking. Ook Stuart Price en Jamie Lidell deden een bijdrage aan het album. De zang nam de van origine Tasmaanse zangeres Fiora voor haar rekening. 